# Sonora (pustinja)
Pustinja Sonora koja se još naziva i Pustinja Gila je sjevernoamerička pustinja koja se proteže američko-meksičkom granicom i pokriva velike dijelove američkih saveznih država Arizone i Californije te sjeverozapadnih meksičkih država Sonora, Baja California, i Baja California Sur. To je jedna od najvećih i najtoplijih pustinja u  Sjevernoj Americi. Veličine je 311.000 km2. Pustinju nastanjuju različite životinje i biljke, poput saguaro kaktusa.

## Biljni i životinjski svijet
U pustinji Sonora obitava 60 vrsta sisavaca, 350 vrsta ptica, 20 vrsta vodozemaca, preko 100 vrsta guštera, 30 vrsta riba, 1000 vrsta kukaca i više od 2000 vrsta biljaka.
Područje pustinje Sonora, jugozapadno od Tucsona, u blizini meksičke granice jedino je mjesto gdje obitava populacija Jaguara u SAD-u.

## Ljudi
Pustinja Sonora dom je sedmnaest domorodačkih kultura.
Najveći grad u pustinji Sonora je Phoenix, Arizona, koji je 2008. imao 4,4 milijuna stanovnika. Smješten na rijeci Salt River u centralnom dijelu Arizone, Phoenix je jedan od nabrže rastućih gradova u SAD-u. U tom dijelu pustinja Sonora gubi svaki sat po 4000 kvadratnih metara površine (zbog širenja grada).
Sljedeći po veličini grad je Tucson u južnom dijelu Arizone s populacijom od jednog milijuna stanovnika, pa Mexicali, Baja California, Mexico, s populacijom oko 900.000 stanovnika. Područje grada Hermosillo, Sonora, Mexico ima 700.000 stanovnika.

## Zaštićeno područje
Dana 17. siječnja 2001. 2008 četvornih kilometara pustinje Sonore proglašeno je zaštićenim područjem radi još boljeg očuvanja Sonore.

## Vanjske poveznice
- Arizona-Sonora Pustinja Muzej
- Karta Sonore  Arhivirana inačica izvorne stranice od 11. rujna 2003. (Wayback Machine)